# محمد خالد طرار
محمد خالد طرار (2 ديسمبر 1989) لاعب كرة قدم بحريني يلعب حاليا لصالح نادي الدرجة الأولى البسيتين البحريني في مركز حارس المرمى من 2007.

## الإنجازات
- الدرجة الأولى (1): 2013